# Гусаковець
46°00′ пн. ш. 16°03′ сх. д. / 46.00° пн. ш. 16.05° сх. д.
Гусаковець (хорв. Gusakovec) — населений пункт у Хорватії, у Крапинсько-Загорській жупанії у складі громади Горня Стубиця.

## Населення
Населення за даними перепису 2011 року становило 217 осіб.
Динаміка чисельності населення поселення:

## Клімат
Середня річна температура становить 9,86 °C, середня максимальна – 23,53 °C, а середня мінімальна – -6,16 °C. Середня річна кількість опадів – 962 мм.
| Клімат поселення                              | Клімат поселення | Клімат поселення | Клімат поселення | Клімат поселення | Клімат поселення | Клімат поселення | Клімат поселення | Клімат поселення | Клімат поселення | Клімат поселення | Клімат поселення | Клімат поселення | Клімат поселення |
| Показник                                      | Січ.             | Лют.             | Бер.             | Квіт.            | Трав.            | Черв.            | Лип.             | Серп.            | Вер.             | Жовт.            | Лист.            | Груд.            |                  |
| Середній максимум, °C                         | 5,40             | 7,31             | 11,49            | 15,64            | 20,48            | 23,53            | 22,62            | 22,11            | 18,27            | 13,26            | 7,82             | 3,96             |                  |
| Середня температура, °C                       | −0,37            | 1,53             | 5,72             | 9,85             | 14,70            | 17,74            | 19,45            | 18,97            | 15,12            | 10,12            | 4,68             | 0,79             |                  |
| Середній мінімум, °C                          | −6,16            | −4,24            | −0,08            | 4,05             | 8,92             | 11,96            | 16,31            | 15,83            | 11,96            | 6,97             | 1,52             | −2,35            |                  |
| Норма опадів, мм                              | 50               | 51               | 65               | 72               | 84               | 108              | 92               | 95               | 92               | 92               | 92               | 69               |                  |
| Середньомісячна швидкість вітру, м/с          | 1.90             | 2.08             | 2.42             | 2.36             | 2.21             | 2.00             | 1.90             | 1.80             | 1.80             | 1.88             | 1.97             | 1.95             |                  |
| Середньомісячна сонячна радіація, кДж/м²·день | 4135             | 6894             | 10495            | 14827            | 18811            | 20660            | 21530            | 18821            | 13973            | 8708             | 4592             | 3310             |                  |
| --------------------------------------------- | ---------------- | ---------------- | ---------------- | ---------------- | ---------------- | ---------------- | ---------------- | ---------------- | ---------------- | ---------------- | ---------------- | ---------------- | ---------------- |
| Джерело:                                      |                  |                  |                  |                  |                  |                  |                  |                  |                  |                  |                  |                  |                  |